# Działoszyn
Działoszyn è un comune urbano-rurale polacco del distretto di Pajęczno, nel voivodato di Łódź.
Ricopre una superficie di 120,59 km² e nel 2004 contava 12 967 abitanti.